# Российско-ливийские отношения
Российско-ливийские дипломатические отношения установлены 4 сентября 1955 года.

## История
После свержения короля в Ливии и прихода к власти Муаммара Каддафи 1 сентября 1969 года Советский Союз стал первой страной, признавшей 4 сентября 1969 г. новый республиканский режим. Руководство Ливийской Арабской Республики сразу же заявило о стремлении развивать сотрудничество с СССР во всех сферах. Последующие годы стали периодом интенсивных политических, торгово-экономических, культурных и прочих связей между двумя государствами. Глава Ливии посетил СССР с официальными визитами в 1976, 1981 и 1985 гг.
В мае 2001 г. Триполи с рабочим визитом посетил глава российского внешнеполитического ведомства. 16-17 апреля 2008 г. президент Российской Федерации В. В. Путин нанёс визит в Ливию (первый визит такого уровня за всю историю двусторонних отношений), в ходе которого подписан ряд межправительственных документов (в частности, Декларация об укреплении дружбы и развитии сотрудничества, Декларация о намерениях по развитию многоотраслевого сотрудничества), а также меморандумов и контрактов между экономическими структурами. 30 июля — 1 августа 2008 г. Москву посетил премьер-министр Ливии Б.Махмуди.
31 октября — 2 ноября 2008 г. состоялся первый за более чем два десятилетия визит в Россию Руководителя ливийской революции М. Каддафи. На прошедших в Москве переговорах на высшем уровне было заключено Межправительственное соглашение о сотрудничестве в области использования атомной энергии в мирных целях, достигнута договоренность о создании совместного банка и ряд других соглашений, стимулирующих набранную динамику отношений.
В 2007 г. в Нью-Йорке в рамках 62-й сессии ГА ООН прошла встреча глав внешнеполитических ведомств С. В. Лаврова и А.Шалькама. В декабре 2007 г. с рабочим визитом в Триполи находился С. Лавров, который передал ливийскому лидеру послание В. Путина. 
В июле 2006 г. в рамках поездки по Северной Африке в Триполи находился И. С. Иванов в качестве Секретаря Совета Безопасности.
После свержения режима Каддафи, 2 октября 2013 года персонал посольства РФ в Ливии во главе с послом эвакуирован на неопределённый срок, после вооружённого нападения на дипломатическую миссию, произошедшего, по данным МИД РФ, вслед за убийством ливийского офицера российской гражданкой Екатериной Устюжаниновой.
В начале февраля 2015 года в Москву с официальным визитом прибыл премьер-министр Ливии Абдалла Абдуррахман ат-Тани. На встрече обсуждались вопросы поставок вооружений в Ливию и подготовка ливийских военнослужащих российскими специалистами. 

14 апреля 2015 года премьер-министр ат-Тани вновь посетил Россию с официальным визитом. 15 апреля на встрече С. Лавровым заявил, что надеется на помощь России в восстановлении ливийских государственных институтов, военной мощи Ливии, а также безопасности в стране через усилия в том числе в рамках международных организаций; в этот же день прошла встреча премьер-министра с секретарём совета безопасности РФ Николаем Патрушевым, стороны высказали обеспокоенность по поводу политического раскола внутри Ливии, а также роста влияния в стране террористических группировок. Николай Патрушев отметил, «что безусловным приоритетом региональной политики является сохранение суверенитета и территориальной целостности Ливии».
В интервью  ат-Тани заявил, что с Россией будет крепкое сотрудничество, особенно в экономической сфере: в сфере железных дорог, разведки нефти, а контракты, которые были заключены между странами при прежнем режиме в 2008 году, будут актуализированы
После Гражданской войны в стране: российское посольство в Ливии начала свое возвращение в страну в сентябре 2022 года, после восьмилетнего перерыва, и полностью возобновило работу в столице Триполи в августе 2023 г. Посольство в Триполи, помимо западной части страны, контролируемой Правительством национального единства (ПНЕ) во главе с Абдельхамидом Дбейбой, также общается и с востоком Ливии (где в Сирте базируется второе правительство, наделённое полномочиями палаты представителей, им после отстранения Фатхи Башаги временно руководит Усама Хаммад; под контролем Ливийской национальной армии маршала Халифы Хафтара). Власти в Триполи считают (на начало 2024 г.), что не готовы признавать, что российское дипломатическое присутствие на востоке отвечает интересам всего ливийского народа и не дают одобрение на открытие генерального консульства в Бенгази.

## Экономическое сотрудничество
Объём торгово-экономического сотрудничества с Ливией в 1970-80-х гг. составлял около 1 млрд долл. В его рамках в СНЛАД были построены Центр атомных исследований «Таджура», две ЛЭП (190 и 467 км), газопровод протяженностью 570 км. Пробурено около 130 нефтяных эксплуатационных скважин, проведены почвенные, геоботанические и экологические исследования на площади 3,5 млн га, разработаны схемы развития газовой промышленности, электросетей высокого напряжения и машиностроения, подготовлено ТЭО для второй очереди металлургического комплекса в г. Мисурата (1,67 млн т в год с возможностью расширения до 5 млн т).
В 2008 г. российско-ливийский товарооборот составил 151,2 млн долл. Основные статьи российского экспорта — зерновые, машины и оборудования, транспортные средства.
С 2008 года Россия играла заметную роль в развитии транспортного сообщения Ливии. 17 апреля 2008 г. ОАО «РЖД» подписало контракт на 2,2 млрд евро о строительстве железнодорожной ветки Сирт-Бенгази протяженностью 550 км. Официальная церемония инаугурации проекта состоялась 30 августа 2008 г. с участием заместителя Председателя Правительства С. Б. Иванова.
В конце февраля 2015 года премьер-министр Ливии Абдалла Абдуррахман ат-Тани заявил в интервью агентству Спутник (недоступная ссылка), что Ливия приветствует возвращение российского бизнеса в страну и рассчитывает, что работу по контрактам, которые были подписаны ещё до начала внутригражданского конфликта, удастся возобновить.
31 мая 2016 года в Ливию на авиабазу Лабрак специальным рейсом из России прибыл борт с первой партией купюр, напечатанных для обращения в Ливии. Груз встретил Рамзи Аль-Агха, глава комитета по ликвидности Центрального Банка Ливии, действующего при правительстве Ат-Тани в Тобруке. Общая сумма доставленной наличности составляет 200 миллионов ливийских динаров. Всего же ожидается введение в оборот 4 миллиардов динаров Ливии. По некоторым данным, первая партия банкнот была перевезена в город Аль-Байда, где находится администрация ливийского ЦБ. Оттуда уже деньги будут распределены по местным банковским отделениям. Новые купюры будут распространяться первоначально лишь на востоке Ливии. Это связано с тем, что поддерживаемое ООН правительство национального единства осудило данный шаг властей в Тобруке. Представители США также заявили, что напечатанные в России банкноты являются «подделкой».